# Jadranska jesetra
Jadranska jesetra (lat. Acipenser naccarii) poznata je i kao jesetra tuponoska. Ovo je endemska vrsta Jadranskog mora, živi na pjeskovitom i muljevitom dnu riječnih laguna i ušća, ulazi ponekad duboko u riječni tok, a ne voli potpuno slan okoliš. Najčešće se nalazi u rijekama s dubokim i širokim koritom, gdje na dubinama od 10-40 m uz pomoć četiri mesnata brčića pretražuje mulj i pijesak u potrazi za manjim ribama i beskralježnjacima (maločetinaši, račići, ličinke kukaca). Izduženog je i vretenastog tijela, koje je prekriveno s 5 redova koštanih štitova, boje tijela se kreću od smeđecrne ili smeđezelene boje po leđima, bokovi su svjetliji, a trbuh bijel. Ima široko i tupo rilo, mala usta bez zuba, smještena na donjoj strani, te brčiće različitih duljina, naime, vanjski brčići su dulji od unutarnjih. Kao i tijelo i glava je prekrivena koštanim pločama. Jadranska jesetra je dugovječna riba, može živjeti i do 80 godina. Spolnu zrelost mužjaci dostižu nakon 6 do 8 godina, a ženke nakon 8 do 12 godina. Ženke se razmnožavaju svake druge godine od ožujka do svibnja (po drugim izvorima od svibnja do srpnja). Mladi na početku jako brzo rastu, do svoje druge godine. Mladima treba oko 10 godina da bi dostigli duljinu od 100 cm. Odrasli primjerci mogu narasti do 200 cm duljine i do 25 kg težine. Upotrebljava se za jelo, vrlo je ukusna, ali, za razliku od svoje rođakinje štrljuna ili atlantske jesetre (lat. Acipenser sturio), ne služi za dobivanje kavijara.

## Napomena
Jadranska jesetra spada u kritično ugrožene vrste, te je ušla na popis vrsta pred istrebljenjem i ugroženih vrsta u Zakon o potvrđivanju protokola o posebno zaštićenim područjima i biološkoj raznolikosti u Sredozemlju. Zakon o zaštiti prirode (NN 70/05) strogo zabranjuje svaki ribolov na jadransku jesetru.

## Rasprostranjenost
Jadranska jesetra živi u Jadranskom moru na obalama Italije, Hrvatske, BiH, i Crne Gore. Njena prisutnost na obalama Iberijskog poluotoka, kao i sjeverozapadne Grčke je nepotvrđena, a najnovija istraživanja vrsta iz Jadrana i onih kod Iberijskog poluotoka upućuju na dvije podvrste iste ribe.

## Poveznice
|  | Zajednički poslužitelj ima još gradiva o temi Jadranska jesetra |
|  | Wikivrste imaju podatke o taksonu Jadranska jesetra             |